# L'isola delle rose (singolo)
L'isola delle rose è un singolo del cantautore italiano Blanco, pubblicato il 27 gennaio 2023 come primo estratto dal secondo album in studio Innamorato.

## Descrizione
Il brano, scritto da Blanco e Michelangelo, è stato descritto dal cantante, che ha raccontato il processo creativo intervistato da Radio Italia:
(Blanco)
Il titolo della canzone trae spunto dall'Isola delle Rose, piattaforma costruita al largo delle coste romagnole, tra Rimini e Bellaria-Igea Marina a 500 metri fuori dalle acque territoriali italiane, dall'ingegnere italiano Giorgio Rosa negli anni Sessanta, dichiaratasi micronazione e poi distrutta dal Governo italiano.

## Accoglienza
Fabio Fiume, recensendo il brano per All Music Italia, ha assegnato al brano 7 punti su 10, definendolo «estremamente romantico», sebbene riscontri che «non tutti i passaggi del testo sono chiarissimi» e Blanco risulti «riconoscibile ed originale». Gabriele Fazio dell'AGI ha descritto la canzone dal «ritmo andante e solenne», nonostante non lo trovi il suo brano migliore, lo ha definito «valido, funziona, immaginiamo».
Alice Castagneri de La Stampa scrive che «Michelangelo sperimenta, ma senza mai snaturare lo stile di Blanco», il cui testo è «una fotografia autentica dell’amore, di un amore finito che non potrà più sbocciare come una rosa».

## Controversie

### Esibizione al Festival di Sanremo
Nel corso dell'esibizione del singolo come ospite del 73º Festival di Sanremo il 7 febbraio 2023, a causa di problemi tecnici il cantante ha distrutto gli arredi floreali di rose presenti sul palco; il gesto è stato ampiamente fischiato dal pubblico in sala e criticato nei social network, chiedendo di bandire il cantante dal festival. Il giorno successivo il cantante si è scusato tramite i social; il medesimo giorno Amadeus ha dichiarato che il gesto non fosse preparato, ma che tuttavia «durante le prove c'era una quantità di rose notevole sul palco, Blanco ha provato due o tre volte proprio perché era difficile posizionare le rose. Era previsto che lui a un certo punto desse un calcio alle rose, è stato detto che poteva rotolarsi o finire sulla batteria, di questo ero assolutamente a conoscenza» e che «è stata una sorpresa anche per me vederlo così ieri sera. Non mi sento di dargli una punizione, spero che lui capisca da solo quello che ha fatto, per il bene suo e della sua carriera».
La flower stylist dell'esibizione, Jessica Tua, ha dichiarato che il gesto era parzialmente previsto dall'esibizione, affermando: «Questa cosa era preventivata, nel video infatti se la prende un po' con le rose, nelle prove era una parte integrante. Era tutto previsto, ma non la parte finale, doveva essere più soft la cosa. L'intento era quello di riprodurre il video, ma poi la cosa è degenerata». Federica Lentini, vicedirettrice dell'Intrattenimento Prime Time, si era soffermata sull'errore tecnico, sostenendo che c'erano due ricevitori ed è stato assegnato al cantante l'in-ear monitor sbagliato.
Il 17 febbraio, inoltre, il cantante ha pubblicato su Instagram un brano inedito, Sbagli, che fa riferimento proprio a questo episodio. Nello stesso giorno venne intervistata a La vita in diretta la madre di Blanco, Paola Lazzari, affermando che «l'esibizione fosse fuori luogo», anche se secondo lei era tutto preparato, ma allo stesso tempo difese il figlio dichiarando: «Penso ci siano problemi ben più importanti da affrontare. È un ragazzo di 20 anni che come tutti ha i suoi guai, ma arrivare a questo vuol dire anche distruggere una persona psicologicamente. Penso che siamo arrivati all'estremo delle cose [...] La performance? Non mi è piaciuta, ma in quel momento non è riuscito a fare quello che voleva».

#### Indagine giudiziaria
L'8 febbraio 2023 il Codacons ha presentato un esposto alla Procura di Imperia per valutare l'esistenza di un'ipotesi di reato, dichiarando in un esposto: «Blanco sarà chiamato a risarcire i danni prodotti alla Rai e a rispondere del reato di danneggiamento; [...] L'aver distrutto la scenografia del Festival potrebbe realizzare veri e propri reati. Oltre all'aspetto penale, la distruzione operata ieri da Blanco ha prodotto un evidente danno economico ai cittadini: la scenografia dell'Ariston è infatti pagata dagli utenti italiani che finanziano la Rai attraverso il canone, e il danneggiamento a vasi e fiori ha determinato uno spreco di soldi pubblici che ora l'artista dovrà risarcire». Il 16 febbraio seguente la Procura di Imperia ha aperto un'indagine nei confronti di Blanco con l'accusa di danneggiamento allo Stato.

## Video musicale
Il video, diretto da Simone Peluso, è stato pubblicato contestualmente all'uscita del brano sul canale YouTube del cantante.

## Tracce
Testi e musiche di Riccardo Fabbriconi e Michele Zocca.
1. L'isola delle rose – 3:07

## Classifiche

### Classifiche settimanali
| Classifica (2023) | Posizione massima |
| ----------------- | ----------------- |
| Italia            | 5                 |
| Svizzera          | 42                |

### Classifiche di fine anno
| Classifica (2023) | Posizione |
| ----------------- | --------- |
| Italia            | 38        |